# Song of Norway (film)
Song of Norway är en amerikansk musikalfilm från 1970 i regi av Andrew L. Stone.
Filmen är en omarbetad version av Robert Wright och George Forrests operett Song of Norway från 1944.

## Rollista i urval
- Toralv Maurstad - Edvard Grieg
- Florence Henderson - Nina Grieg
- Christina Schollin - Therese Berg
- Frank Poretta - Rikard Nordraak
- Harry Secombe - Bjørnstjerne Bjørnson
- Robert Morley - Berg
- Edward G. Robinson - Krogstad
- Oskar Homolka - Engstrand
- Frederick Jaeger - Henrik Ibsen
- Henry Gilbert - Franz Liszt
- Richard Wordsworth - H.C. Andersen
- Bernard Archard - George Nordraak
- Wenche Foss - fru Hagerup
- Ronald Adam - Gade
- James Hayter - Bergs butler
- Rolf Berntzen - läkaren
- Tordis Maurstad - fru Schmidt